# Prashanta Sinha
Prashanta Sinha (* 1940; † 22. September 2015 in Kolkata) war ein indischer Fußballspieler. Der Abwehrspieler gewann mit der indischen Nationalmannschaft bei den Asienspielen 1962 die Goldmedaille.

## Sportlicher Werdegang
Sinha spielte zunächst beim Eastern Railway FC. 1964 wechselte der Defensivspieler zum East Bengal FC, bei dem er 1967 kurzzeitig als Mannschaftskapitän wirkte. Bis 1971 spielte er für den Klub, mit dem er jeweils dreimal die Meisterschaft der Calcutta Football League sowie den IFA Shield gewann. 
Mit der Nationalmannschaft nahm Sinha 1962 an den Asienspielen teil. Zunächst vornehmlich Reservist war er sowohl im Halbfinale gegen Südvietnam als auch beim 2:1-Erfolg über Südkorea durch Tore von Pradip Kumar Banerjee und Jarnail Singh im Endspiel Stammspieler. Bei der Asienmeisterschaft 1964 wurde er mit der Auswahlmannschaft Zweiter, lediglich dem Gastgeber Israel musste sich die Mannschaft geschlagen geben.
Sinha starb im September 2015 im Alter von 75 Jahren und hinterließ eine Tochter.